# Cal Valls (Mont-roig)
Cal Valls o Cal Cisterna és un habitatge de Mont-roig, al municipi dels Plans de Sió (Segarra) inclosa a l'Inventari del Patrimoni Arquitectònic de Catalunya.

## Descripció
Casa situada en un dels carrers principals del nucli, amb coberta a dues aigües, realitzada amb carreus regulars de mitjanes dimensions, i estructurada amb planta baixa i dues plantes superiors.
A la planta baixa trobem la porta d'entrada amb un arc de mig punt adovellat, amb la presència d'un baix relleu com a element decoratiu a la dovella central.
La primera planta, o la planta noble, trobem un balcó suportat per dues mènsules de pedra de grans dimensions i barana de ferro forjat, amb llinda superior, on apareix una inscripció amb el nom del propietari i l'any que es va construir: "1699, JAUME VALLS".
A la segona planta o golfes, trobem una finestra de petites dimensions per il·luminar el seu interior.